# 2001年日本の補欠選挙
2001年日本の補欠選挙（2001ねんにほんのほけつせんきょ）は、日本における立法府である衆議院および参議院を構成する議員の欠員を補充するために行われた補欠選挙について取り上げる。

## 概要
補欠選挙は、議員の死亡や辞職などによって欠員が生じた場合、その欠員を補うために行われる選挙で、公職選挙法第11章に規定される「特別選挙」の一類型である。2000年の公職選挙法改正により、衆参の補欠選挙は4月と10月の年2回にまとめて実施されるようになっている。
- 第1期間（9月16日から翌年3月15日まで）内において、補欠選挙を行うべき理由が生じた場合は、当該期間直後の4月第4日曜日に実施。
- 第2期間（3月16日からその年の9月15日まで）内において、補欠選挙を行うべき事由が生じた場合は、当該期間直後の10月第4日曜日に実施。

出典：公職選挙法（昭和二十五年四月十五日法律第百号）

## 4月実施の補欠選挙
第1期間において補欠選挙を行うべき事由が生じなかったため、補欠選挙は行われなかった。

## 10月実施の補欠選挙
宮城県第4区と滋賀県第2区の二選挙区で補欠選挙が実施された。
- 告示日：2001年10月16日
- 投票日：2001年10月28日

### 宮城県第4区
- 選挙事由：伊藤宗一郎衆議院議員（自由民主党）の死亡
- 立候補者：4名
- 当選者：伊藤信太郎（自由民主党）

| 当落     | 候補者名   | 党派       | 得票数 | 得票率 |
| 当選     | 伊藤信太郎 | 自由民主党 | 63,745 |        |
| -------- | ---------- | ---------- | ------ | ------ |
|          | 本間俊太郎 | 無所属     | 48,871 |        |
| 山条隆史 | 民主党     | 11,683     |        |        |
| 小野敏郎 | 日本共産党 | 9,281      |        |        |
投票率：42.59％

### 滋賀県第2区
- 選挙事由：小西哲衆議院議員（自由民主党）の死亡
- 立候補者：3名
- 当選者：小西理（自由民主党）

| 当落       | 候補者     | 党派       | 得票数 | 得票率 |
| 当選       | 小西理     | 自由民主党 | 99,572 |        |
| ---------- | ---------- | ---------- | ------ | ------ |
|            | 田島一成   | 民主党     | 76,154 |        |
| 成宮恵津子 | 日本共産党 | 15,765     |        |        |
投票率：45.83％